# Woody Guthrie
Woodrow Wilson Guthrie, detto Woody (Okemah, 14 luglio 1912 – New York, 3 ottobre 1967), è stato un musicista, cantautore, scrittore e folklorista statunitense; il nome completo gli fu imposto in onore del presidente Woodrow Wilson.
Considerato tra i cantanti folk più importanti della storia della musica statunitense, ha avuto molta influenza su artisti quali Bob Dylan, Phil Ochs, Joan Baez, Bruce Springsteen, Joe Strummer, Billy Bragg, Jeff Tweedy e Ramblin' Jack Elliott.
È stato autore di numerosi blues parlati, uno stile derivato dal blues, precursore della successiva canzone di protesta. Nel suo repertorio si trovano canzoni a sfondo politico, ballate tradizionali, canzoni per bambini e brani improvvisati. Molte delle sue registrazioni sono conservate nella Biblioteca del Congresso.
La sua canzone più conosciuta è This Land Is Your Land (Questa terra è la tua terra), che ha ispirato il film Questa terra è la mia terra, tratto dalla sua autobiografia Bound for Glory. Altre due delle sue composizioni (Don't Kill My Baby and My Son del 1966 e High Balladree) sono dedicate alla memoria del linciaggio di Laura e Lawrence Nelson.
Sebbene attingesse da generi musicali consolidati quali il blues di tradizione nera o il folk di matrice bianca, i suoi testi costituirono, per l'epoca, una grande novità, perché denunciavano la società e informavano il popolo sulle condizioni del popolo statunitense, spesso puntando il dito contro i padroni e gli sfruttatori.
Di idee socialiste e per un certo periodo militante comunista, fu nel mirino dall'FBI e dalla Commissione per le attività antiamericane durante il maccartismo. A lungo bandito dalle radio, era solito esibirsi con lo slogan This Machine Kills Fascists impresso sulla chitarra, divenuto vero e proprio "marchio di fabbrica" dell'artista: appose questa scritta, la prima volta, quando si arruolò nella marina mercantile nel 1943.
Si sposò tre volte e fu padre di otto bambini, tra cui il musicista folk Arlo Guthrie. Morì a 55 anni a causa della malattia di Huntington.
Da lui discende la figura del cantautore di protesta o contestatore; divenne un mito durante l'epoca del folk revival, ispirando una schiera di nuovi musicisti folk.

## Biografia

### L'infanzia e gli inizi
Woody Guthrie nasce il 14 luglio 1912 nello stato dell'Oklahoma, ad Okemah, una piccola città cresciuta nel periodo del boom petrolifero. Molti hanno fatto fortuna con il petrolio e suo padre è fra questi, ma ben presto i giacimenti si esauriscono gettando sul lastrico intere famiglie, Guthrie compresi.

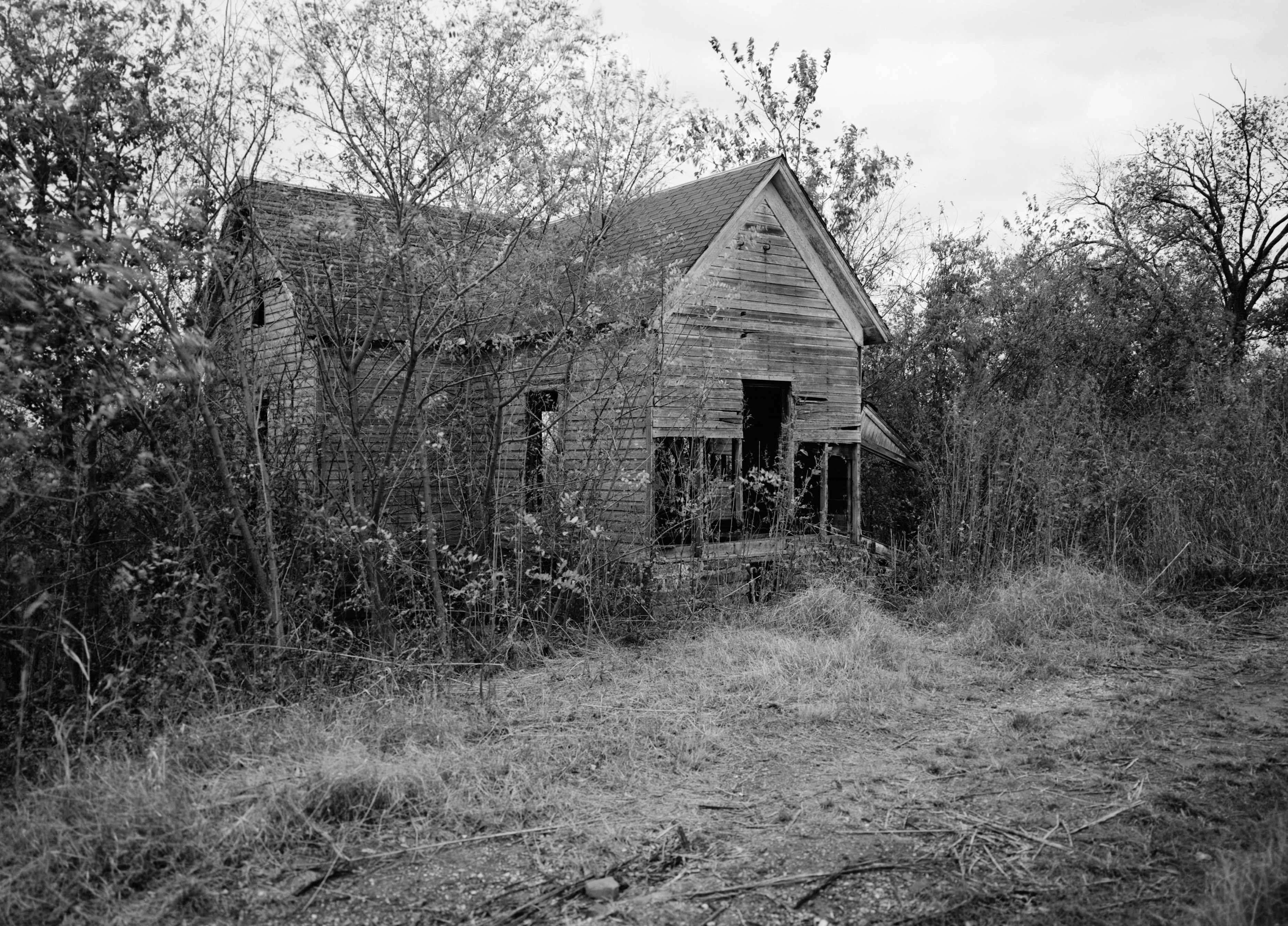
La casa in cui nacque Woody Guthrie

La sua infanzia è segnata da un susseguirsi di disgrazie: la casa che va a fuoco, la sorella che muore in un incidente domestico per l'esplosione di una stufa a petrolio, la madre che viene ricoverata per una grave malattia, e infine il padre (già accusato di aver preso parte al linciaggio di Laura e Lawrence Nelson) che muore ustionato in circostanze non chiarite.
Woody Guthrie rimane ben presto solo, se ne va da Okemah e inizia a vagabondare per gli Stati Uniti d'America; riesce a sopravvivere facendo qualsiasi genere di lavoro.
Impara a suonare l'armonica a bocca, la chitarra e il mandolino. Per un breve periodo suona in una country band in Texas perfezionando il suo personalissimo modo di suonare la chitarra; inizia a scrivere canzoni che parlano della vita della gente, dei lavoratori, delle loro lotte, degli scioperi e della fatica quotidiana per la sopravvivenza.
Lui stesso dice «Scrivo le cose che vedo, le cose che ho visto, le cose che spero di vedere, da qualche parte, in un posto lontano.»

### Gli anni trenta e il periodo della guerra
Arriva a New York alla fine degli anni trenta e incontra un gruppo di intellettuali che stanno riscoprendo la musica popolare. Fra loro ci sono Pete Seeger, Alan Lomax e altri, che trovano in lui il rappresentante di quella genuina arte popolare che cercavano. Scrive moltissime canzoni e diventa ben presto un punto di riferimento della musica folk statunitense.
Entra a far parte del gruppo Almanac Singers con i quali si esibisce per un certo periodo, poi prosegue da solo e collaborando con altri musicisti folk come Pete Seeger, Cisco Houston, e con bluesmen come Leadbelly e Sonny Terry.
All'entrata in guerra degli USA con gli alleati nella seconda guerra mondiale, è imbarcato nella marina mercantile. Le navi su cui è imbarcato vengono silurate e affondate due volte, in una delle quali approda come naufrago in Sicilia insieme all'inseparabile Cisco Houston e a Jim Longhi.

### Il dopoguerra, la malattia e la morte
Alla fine della guerra Woody Guthrie riprese a suonare e incidere canzoni, ma la sua collocazione nella sinistra statunitense e nel sindacato gli procurano un posto nelle liste nere della "caccia alle streghe" durante il Maccartismo, rendendogli la vita ancora più difficile e facendogli subire anche vere e proprie persecuzioni. In questo periodo la sua salute psicofisica cominciò a declinare, facendo pensare inizialmente alla schizofrenia o all'alcolismo.
Venne perfino iscritto nel registro degli indagati in seguito ad un'ipotesi di collegamento fra il delitto di Elizabeth Short e una denuncia per molestie, fatta da una donna californiana di cui Guthrie era innamorato e che dallo stesso aveva ricevuto lettere minatorie e contenenti forti allusioni sessuali. L'ipotesi decadde in seguito per mancanza di prove, ma Guthrie venne comunque processato per molestie.
Nel 1956 le sue condizioni di salute peggiorarono: gli venne infine diagnosticata la malattia di Huntington, una grave malattia ereditaria che provoca alterazioni del comportamento e gravi deficit neurologici. Guthrie entrò in un ospedale psichiatrico (dove ricevette numerose visite di Bob Dylan, che gli sottopose le sue canzoni) e non ne uscì quasi più fino alla morte, avvenuta il 3 ottobre 1967.
Quest'ultima, dolorosa fase della sua vita, è accennata nel film Alice's Restaurant dove il figlio Arlo Guthrie e l'amico Pete Seeger interpretano loro stessi al suo capezzale, e nel film A Complete Unknown.

## L'attività di scrittore:Bound for Glory

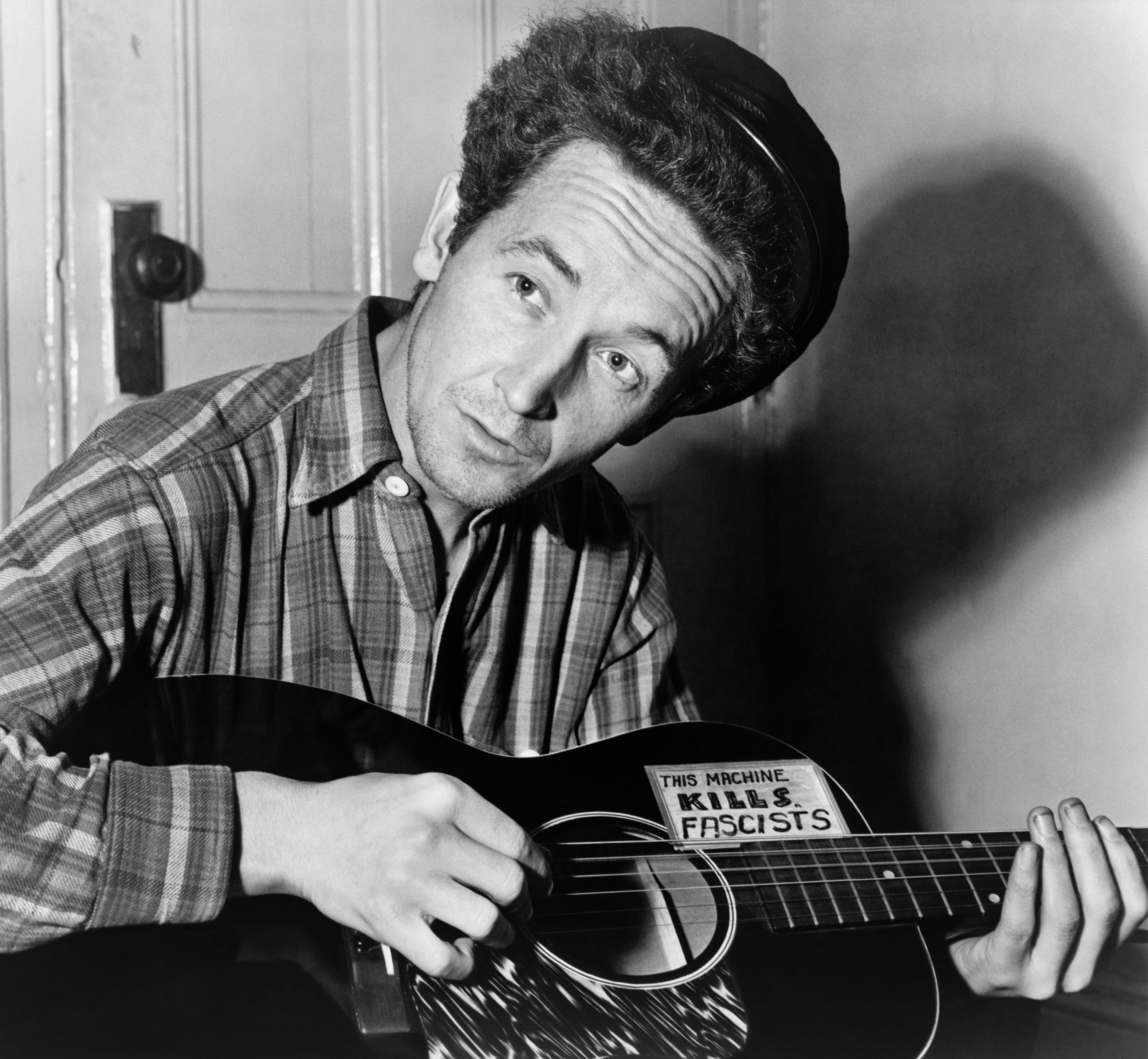
Woody Guthrie con la sua celebre chitarra

Woody Guthrie fu un prolifico scrittore, scrisse centinaia di pagine di poesie e prose mai pubblicate, la maggior parte composte durante il soggiorno a New York.
Dopo la sessione di registrazione per Alan Lomax, quest'ultimo suggerì a Guthrie di scrivere la propria autobiografia. Ne risultò Bound for Glory, primo romanzo del cantautore, completato grazie all'assistenza della seconda moglie Marjorie Mazia, e pubblicato per la prima volta da E.P. Dutton nel 1943.
Una volta uscito, il romanzo ottenne il favore della critica, e nel 1976 ne fu tratto un film.
Il libro racconta l'infanzia di Guthrie, i suoi vagabondaggi attraverso gli Stati Uniti, e l'inizio della sua attività come cantante di successo, mischiando elementi biografici ad altri di fiction.
La rock band irlandese The Boomtown Rats prese il proprio nome da una gang del libro.

## Vita privata
Woody Guthrie si sposò tre volte. La prima nel 1933, con Mary Jennings, conosciuta a Pampa, in Texas, mentre il cantautore, rimasto senza casa e famiglia, soggiornava dallo zio. Mary era la sorella più giovane di un amico di Guthrie, Matt Jennings. Ebbero tre figli: Gwendolyn, Sue e Bill. Tensioni interne e problemi personali portarono la coppia al divorzio qualche anno più tardi.
Nel novembre 1942, a New York, conobbe Marjorie Mazia, una giovane ballerina della compagnia di danza di Martha Graham. Si sposarono nel 1945, ed ebbero quattro figli: Cathy (che morì a quattro anni in un incendio), Arlo, Joady e Nora Lee. Divorziarono nel 1953.
Nel dicembre di quello stesso anno, sposò la terza e ultima moglie, Anneke Van Kirk, dal quale ebbe una figlia, Lorina. Divorziarono nell'estate del 1956, mentre la malattia del cantante peggiorava sempre più.
Nessuno dei tre figli superstiti di Marjorie sviluppò i sintomi della malattia genetica di Guthrie. I figli di Mary ebbero invece un destino funesto: Bill morì in un incidente con un autotreno all'età di 23 anni; le altre due figlie, Gwendolyn e Sue, morirono entrambe a 41 anni per la malattia di Huntington.

## L'eredità di Woody Guthrie

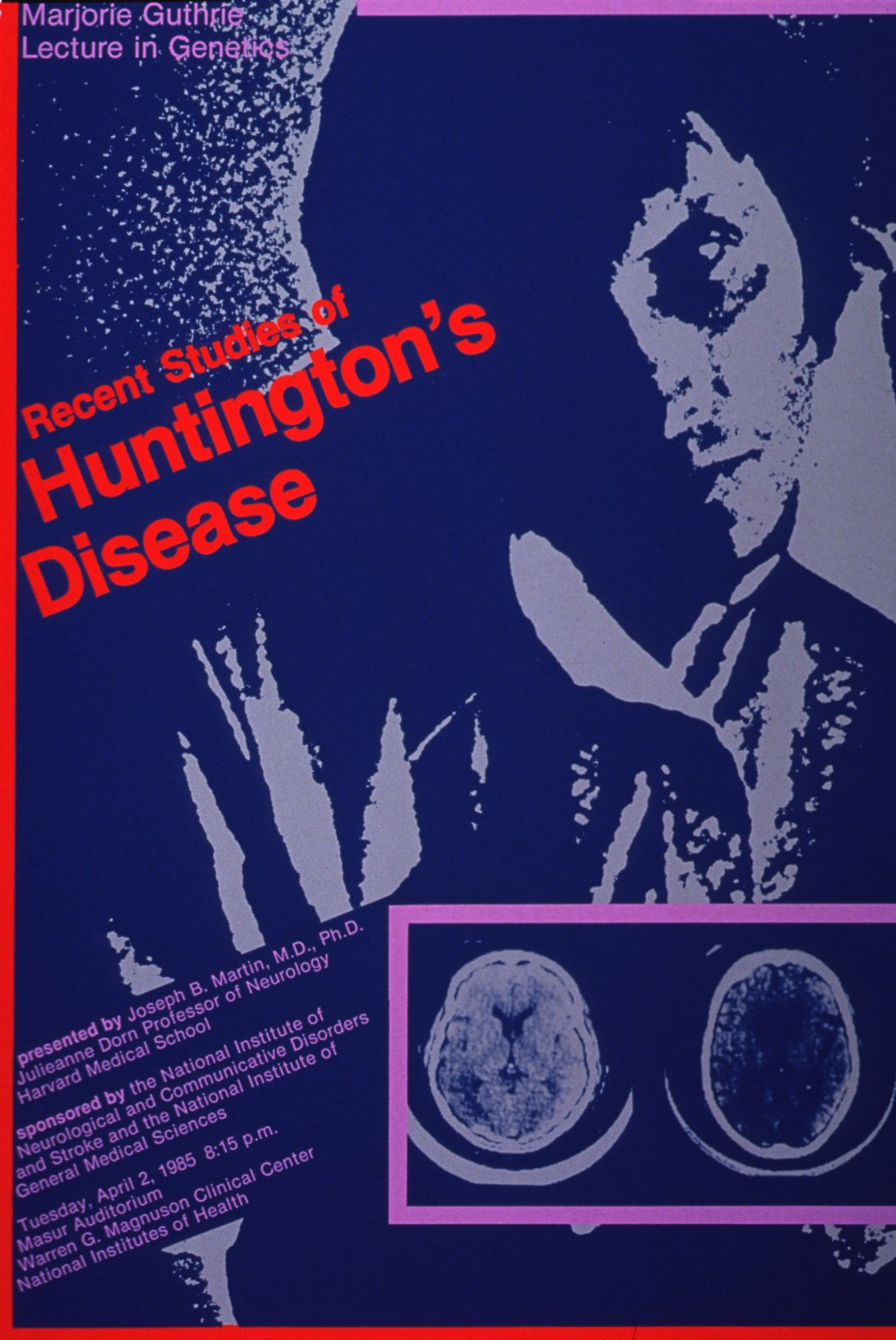
Poster informativo sulla Malattia di Huntington con l'immagine di Woody Guthrie (1985)

Oltre alle moltissime canzoni, Guthrie lascia un'autobiografia, intitolata Questa terra è la mia terra (Bound for Glory), da cui viene in seguito tratto l'omonimo film, e Born to Win (Nato per vincere), una raccolta di poesie, disegni e scritti vari, Woody Sez raccolta di articoli scritti per la rivista People's World e il romanzo Seeds of Man.
Fra gli autori che hanno seguito le sue orme, subendone la decisiva influenza, si possono ricordare Bob Dylan, Bruce Springsteen e Joe Strummer. Hanno inciso sue canzoni anche Joan Baez, Pete Seeger, Ry Cooder, Cisco Houston, The Kingston Trio, The Weavers, Peter, Paul and Mary, Tom Paxton, Country Joe McDonald, Judy Collins, Harry Belafonte, Ramblin' Jack Elliott, gli U2 (Jesus Christ, 1988), John Mellencamp, Odetta, Richie Havens, Ani DiFranco, Billy Bragg, Graeme Allwright, James Talley e il figlio Arlo Guthrie.
In Italia hanno interpretato alcune sue canzoni gli Stormy Six, Davide Van de Sfroos, Edoardo Bennato, Luca Barbarossa, Moni Ovadia, Modena City Ramblers, Lorenzo Bertocchini & The Apple Pirates, Gang, Enantino e Beppe Gambetta.
Da segnalare il tributo dei Klezmatics, autori di Wonder Wheel, disco composto da dodici pezzi scritti da Guthrie e mai incisi.
Nel 2003 la cantante folk Joan Baez, nel suo album Dark Chords on a Big Guitar, omaggia Guthrie nel brano Christmas in Washington, il cui testo, scritto da Steve Earle, è un dialogo immaginario con Guthrie, in cui gli si chiede di tornare per riprendere la rivolta e aiutare gli statunitensi nella difficile epoca di George W. Bush. La canzone è inserita anche nell'album live della Baez Bowery Songs del 2005, con una variazione di testo nell'ultima strofa: mentre nella versione originale si chiedeva l'intervento, oltre che di Guthrie, di Emma Goldman, Joe Hill, Malcolm X e Martin Luther King, nella nuova versione live il nome della Goldman è sostituito con quello del Mahatma Gandhi.
Nell'album Yanez (2011) dell'artista comasco Davide Van de Sfroos, nella canzone Il camionista Ghost Rider Woody Guthrie figura tra i vari artisti a cui il cantautore immagina di dare un passaggio.
Nel 2022 la band celtic punk statunitense Dropkick Murphys pubblica l'album This Machine Still Kills Fascists, nel quale mettono in musica testi inediti di Woody Guthrie in collaborazione con la figlia Nora Gutrhie.
Il suo spirito ribelle e positivo accompagna anche chi lotta contro la Malattia di Huntington che lo colpì. Nel 1967, intorno al tavolo della sua cucina nella città di New York, sua moglie, Majorie Guthrie, fondò il "Comitato per combattere la Malattia di Huntington" (Committee to Combat Huntington's Disease). Quel movimento, a distanza di anni, è ancora vivo e attivo e continua a crescere in tutto il mondo. Il canto di Woody Guthrie risuona come un mantra nei cuori di chi incontra la stessa malattia:

## Discografia

### Album
- 1960 – Ballads of Sacco and Vanzetti
- 1964 – Dust Bowl Ballads
- 1972 – Greatest Songs of Woody Guthrie
- 1987 – Columbia River Collection
- 1988 – Folkways: The Origin Vision
- 1988 – Library of Congress Recordings
- 1989 – Woody Guthrie Sings Folk Songs
- 1990 – Struggle
- 1991 – Cowboy Songs on Folkways
- 1991 – Songs to Grow on for Mother and Child
- 1992 – Nursery Days
- 1994 – Long Ways to Travel: The Unrelased Folkways Masters, 1944-1949
- 1996 – Almanac Singers
- 1996 – Ballads of Sacco & Vanzetti
- 1997 – The Asch Recordings
- 2007 – The Live Wire: Woody Guthrie in Performance 1949
- 2009 – My Dust Road

### Singoli
- 1940 – Do Re Mi/Dust Can't Kill Me (Victor, 26620)
- 1940 – Tom Joad part 1/Tom Joad part 2 (Victor, 26621)
- 1945 – Talking Sailor/Coolee Dam (Asch Recordings, 347-1)
- 1945 – Ranger's Command/Gypsy Davy (Asch Recordings, 347-2)
- 1945 – Mule Skinner Blues/900 Miles  (Asch Recordings, 432; lato A con Cisco Houston e Pete Seeger; lato B con Baldwin Hawes, Bess Lomax e Cisco Houston)

## Opere letterarie
- 1943 - Bound For Glory; New York: E.p. Dutton & Co.
- 1965 - Born to Win; Macmillan Pub Co (a cura di Robert Shelton)
- 1976 - Seeds of a man: An Experience Lived and Dreamed; New York: E.p. Dutton & Co.
- 1990 - Pastures of Plenty; New York: Harper Collins.
- 1992 - Woody's 20 Grown Big Songs; New York: Harper Collins.
- 1998 - This Land is Your Land; New York: Little, Brown & Co.